# Aulus Caecina Alienus
Aulus Caecina Alienus (* in Vicentia; † um 79 in Rom) war ein römischer Politiker und Militär im 1. Jahrhundert n. Chr.
Caecina stammte aus Vicentia. Im Jahr 68 war er Quästor in der Baetica. Er wurde von Kaiser Galba zum Legionslegaten bestellt. Als man dann aber erfuhr, Caecina habe öffentliche Gelder auf die Seite gebracht, wurde er von Galba wegen Veruntreuung von Staatseigentum belangt. Ende 68/Anfang 69 half Caecina als Legat der Legio IIII Macedonica bei der Erhebung des Vitellius mit, von dem er das Kommando über alle Truppen in Obergermanien erhielt, die er nach Oberitalien führte. Caecina besiegte die Helvetier und kam nach Verona, um die Poebene zu besetzen. In der Schlacht von Bedriacum gewannen die vereinigten Vitellianer die Entscheidungsschlacht am 14. April 69 gegen Otho.
In Lugdunum und bald in Rom verlieh Vitellius dem Caecina Auszeichnungen. Im September 68 wurde er zusammen mit Fabius Valens zum Suffektkonsul ernannt. Doch musste Caecina nach der Niederlage und dem Tod des Fabius Valens gegen Vespasian am 30. Oktober, einen Tag vor Ablauf seines Konsulats, sein Amt abgeben. Vitellius gab ihm eine Mitschuld an der Niederlage und ersetzte ihn durch seinen Vertrauten Rosius Regulus.
Vitellius ernannte Caecina dennoch zum Oberbefehlshaber über das Heer gegen die Flavianer. Beim Versuch, das Heer Vespasian zuzuführen, wurde Caecina von seinen Soldaten gefangen genommen. Nach der Schlacht von Cremona wurde Caecina von Marcus Antonius Primus, Legat der Legio VII Galbiana, zu Vespasian geschickt, der Caecina freundlich aufnahm. Trotzdem beteiligte sich Caecina um 79 an einer Verschwörung gegen Vespasian. Dessen Sohn Titus ließ ihn daraufhin hinrichten.